# Bruneixenus squamosus
Bruneixenus squamosus är en skalbaggsart som beskrevs av Henry Fuller Howden och Ross Storey 1992. Bruneixenus squamosus ingår i släktet Bruneixenus och familjen Aphodiidae. Inga underarter finns listade.